# Letni Puchar Świata w narciarstwie alpejskim kobiet 2018
Letni Puchar Świata w narciarstwie alpejskim kobiet to kolejna edycja tej imprezy. Cykl ten rozpoczął się 16 czerwca 2018 roku, na austriackim lodowcu Rettenbach, a zakończył 16 września tego samego roku we włoskiej miejscowości Sauris.
Obrończynią Kryształowej Kuli była reprezentantka Słowacji Barbara Míková. Tym razem najlepsza okazała się Austriaczka Kristin Hetfleisch.

## Podium zawodów
| Lp. | Data             | Miejscowość                | Konkurencja       | 1. Miejsce         | 2. Miejsce         | 3. Miejsce         |
| --- | ---------------- | -------------------------- | ----------------- | ------------------ | ------------------ | ------------------ |
| 1.  | 16 czerwca 2018  | Rettenbach                 | Gigant            | Kristin Hetfleisch | Adéla Kettnerová   | Jaqueline Gerlach  |
| 2.  | 17 czerwca 2018  | Rettenbach                 | Supergigant       | Kristin Hetfleisch | Jaqueline Gerlach  | Adéla Kettnerová   |
| 3.  | 17 czerwca 2018  | Rettenbach                 | Superkombinacja   | Kristin Hetfleisch | Jaqueline Gerlach  | Alena Vesela       |
| 4.  | 30 czerwca 2018  | Předklášteří               | Gigant            | Jaqueline Gerlach  | Kristin Hetfleisch | Nikola Fričová     |
| 5.  | 1 lipca 2018     | Předklášteří               | Slalom            | Jaqueline Gerlach  | Adéla Kettnerová   | Karolína Rašovská  |
| 6.  | 28 lipca 2018    | Montecampione              | Gigant            | Chisaki Maeda      | Kristin Hetfleisch | Marino Maeda       |
| 7.  | 29 lipca 2018    | Montecampione              | Slalom            | Kristin Hetfleisch | Nikola Fričová     | Marino Maeda       |
| 8.  | 18 sierpnia 2018 | San Sicario                | Superkombinacja   | Jaqueline Gerlach  | Kristin Hetfleisch | Lisa Wusits        |
| 9.  | 18 sierpnia 2018 | San Sicario                | Supergigant       | Jaqueline Gerlach  | Kristin Hetfleisch | Antonella Manzoni  |
| 10. | 19 sierpnia 2018 | San Sicario                | Gigant            | Jaqueline Gerlach  | Kristin Hetfleisch | Antonella Manzoni  |
| —   | 31 sierpnia 2018 | Santa Caterina di Valfurva | Slalom równoległy | Odwołano           | Odwołano           | Odwołano           |
| 11. | 31 sierpnia 2018 | Santa Caterina di Valfurva | Slalom            | Lisa Wusits        | Kristin Hetfleisch | Jaqueline Gerlach  |
| 12. | 1 września 2018  | Santa Caterina di Valfurva | Slalom            | Kristin Hetfleisch | Lisa Wusits        | Jaqueline Gerlach  |
| 13. | 13 września 2018 | Sauris                     | Gigant            | Kristin Hetfleisch | Antonella Manzoni  | Alena Vesela       |
| 14. | 14 września 2018 | Sauris                     | Slalom            | Jaqueline Gerlach  | Kristin Hetfleisch | Nikola Fričová     |
| 15. | 15 września 2018 | Sauris                     | Superkombinacja   | Jaqueline Gerlach  | Kristin Hetfleisch | Lisa Wusits        |
| 16. | 16 września 2018 | Sauris                     | Supergigant       | Jaqueline Gerlach  | Antonella Manzoni  | Kristin Hetfleisch |

## Klasyfikacja generalna
Po 16/16 zawodach
| Lp. | Zawodniczka           | Punkty |
| --- | --------------------- | ------ |
| 1.  | Kristin Hetfleisch    | 1350   |
| 2.  | Jaqueline Gerlach     | 1185   |
| 3.  | Lisa Wusits           | 550    |
| 4.  | Antonella Manzoni     | 460    |
| 5.  | Ambra Gasperi         | 452    |
| 6.  | Alena Vesela          | 442    |
| 7.  | Nikola Fričová        | 441    |
| 8.  | Dominika Dudíková     | 402    |
| 9.  | Ingrid Hirschhofer    | 250    |
| 10. | Margherita Mazzoncini | 227    |